# 拙堂宗朴
拙堂宗朴(せつどうそうぼく、生没年不詳)は臨済宗の僧侶で、妙心寺の6世住持を務めた。
生地生年不詳であるが、妙心寺二祖の授翁宗弼の法嗣としてその下に参禅していた。その後、師の開いた河内国観音寺の住持となり、その際に足利幕府の有力守護大内義弘と知り合う。
その後、妙心寺5世住持であった明江聖悟が寺を去ったためその跡を継ぎ、妙心寺の6世住持となった。
大内義弘が応永6年(1399年)に応永の乱を起こすと関係があったことを咎められて妙心寺は寺産を没収されて廃絶し、拙堂宗朴は青蓮院に幽閉された。その後については知られておらず、没地、没年並びに墓所は不明である。

## 参考資料
- 『妙心寺 650年の歩み』
- 『妙心寺』 上巻 大正6年 出版 川上孤山 著 妙心寺派教務本所 発行